# Salem Prolić
Salem Prolić (1955. március 25. –)  bosznia-hercegovinai nemzetközi labdarúgó-játékvezető.

## Pályafutása

### Nemzetközi játékvezetés
A Bosznia-hercegovinai labdarúgó-szövetség Játékvezető Bizottsága (JB) 1996-ban terjesztette fel nemzetközi játékvezetőnek, a Nemzetközi Labdarúgó-szövetség (FIFA) bíróinak keretébe. Több nemzetek közötti válogatott és klubmérkőzést vezetett. A Bosznia-hercegovinai nemzetközi játékvezetők rangsorában, a világbajnokság-Európa-bajnokság sorrendjében  a 2. helyet foglalja el 2 találkozó szolgálatával. Az aktív nemzetközi játékvezetéstől 1999-ben búcsúzott.
Válogatott mérkőzéseinek száma: 3

#### Világbajnokság
A világbajnoki döntőhöz vezető úton Franciaországba a XVI., az 1998-as labdarúgó-világbajnokságra a FIFA JB bíróként alkalmazta.
| Időpont           | Helyszín                 | Mérkőzés típusa           | Mérkőzés                  | Eredmény | Nézők száma |
| ----------------- | ------------------------ | ------------------------- | ------------------------- | -------- | ----------- |
| 1996. október 23. | Tehelne Stadion, Pozsony | előselejtező (6. csoport) | Szlovákia–Feröer-szigetek | 3 : 0    | 5 442       |

#### Európa-bajnokság
Az európai-labdarúgó torna döntőjéhez vezető úton Belgiumba és Hollandiába a XI., a 2000-es labdarúgó-Európa-bajnokságra az UEFA JB játékvezetőként foglalkoztatta.
| Időpont             | Helyszín                 | Mérkőzés típusa           | Mérkőzés              | Eredmény | Nézők száma |
| ------------------- | ------------------------ | ------------------------- | --------------------- | -------- | ----------- |
| 1998. szeptember 2. | Steaua Stadion, Bukarest | előselejtező (7. csoport) | Románia–Liechtenstein | 7 : 0    | 4 000       |

## Sportvezetőként
Aktív pályafutását követően a nemzeti JB ellenőre, instruktora lett.